# Mesocapromys angelcabrerai
Хутія Кабрери  (Mesocapromys angelcabrerai) — вид гризунів підродини хутієві. Названий на честь доктора Анхеля Кабрери Латорре (Angel Cabrera Latorre, 1879-1960), іспанського зоолога, автора понад 200 праць, працівника Мадридського музею натуральної історії впродовж 25 років.

## Опис
Ареал обмежується дуже малою площею Куби (менше 300 км²); загальне число дорослих особин менше, ніж 2 500. Населяє болотисту місцевість і маленькі острівці на півдні країни. Будує комунальні житла в мангрових деревах — це округлі гнізда, метрового діаметра, складені з мангрового гілля та листя.